# Andrzej Mróz
Andrzej Mróz (ur. 1965 w Tarnowie) – polski strażak, nadbrygadier Państwowej Straży Pożarnej.

## Życiorys
Jest absolwentem Szkoły Głównej Służby Pożarniczej. 13 maja 2008 został powołany na stanowisko małopolskiego  komendanta wojewódzkiego Państwowej Straży Pożarnej i funkcję tę sprawował do 21 stycznia 2016. 4 maja 2012 odebrał akt mianowania na stopień nadbrygadiera z rąk prezydenta RP Bronisława Komorowskiego.

## Wybrane odznaczenia
- Srebrny Krzyż Zasługi[2]